# Cornelius Jansen

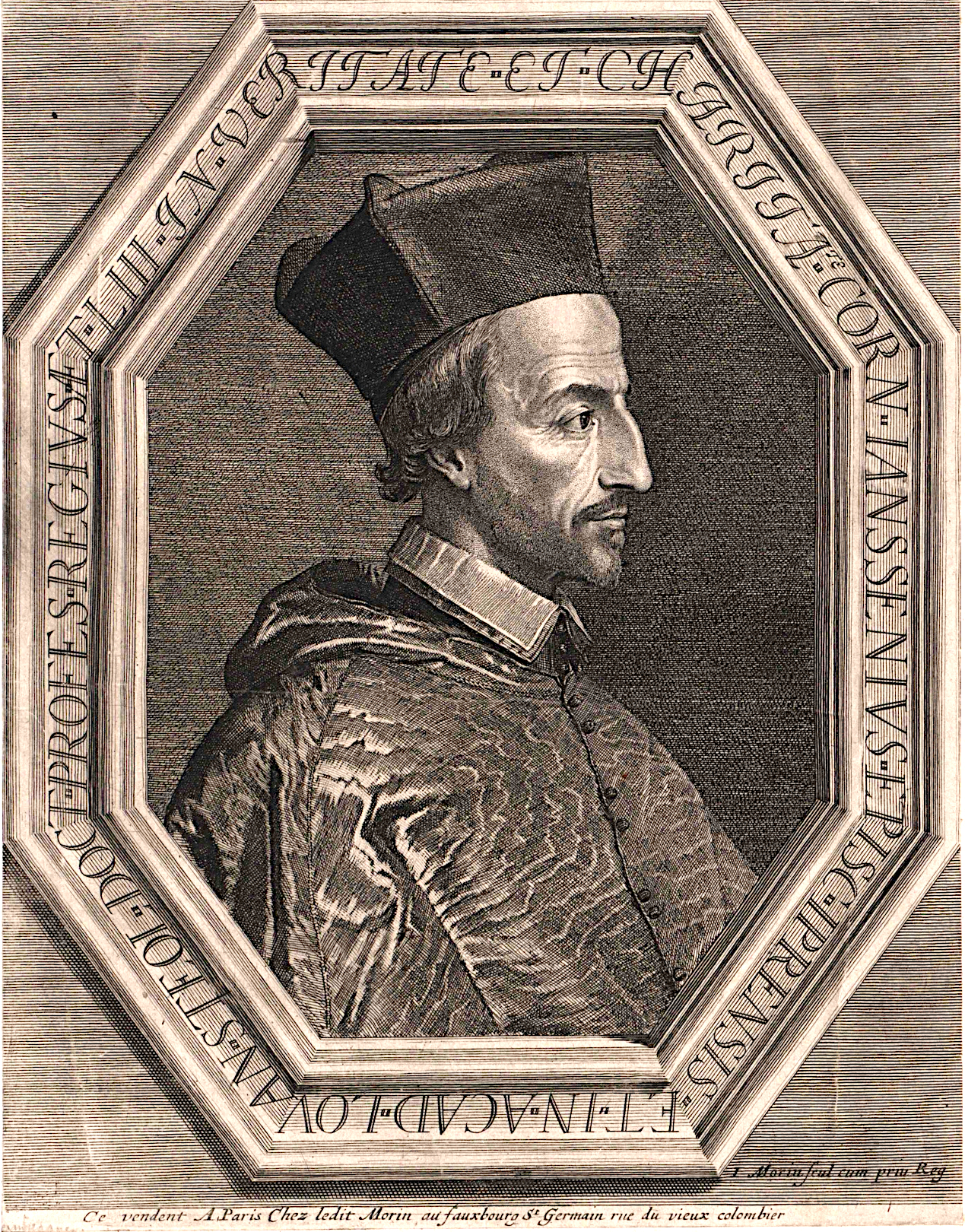
Cornelius Jansen

Cornelius Jansen, född 28 oktober 1585 i Acquoy i West Betuwe i Gelderland, Nederländerna, död 6 maj 1638 i Ypern, Belgien, var en nederländsk teolog.
Jansen blev professor i Louvain 1630 och biskop av Ypern 1636. Jansen gjorde till sin uppgift att med återgång till Augustinus lära om synden och nådevalet bekämpa de pelagianska tendenserna, som särskilt genom jesuiterna framträdde i den katolska teologin. Han lade med sin bok Augustinus seu doctrina S. Augustini de humanæ naturæ sanitate ægritudine, medicina (3 band, 1640) grunden för jansenismen.